# Rhodesiana cuneicerca
Rhodesiana cuneicerca är en insekts som förekommer i Södra Afrika och beskrevs 1982 av Palle Johnsen. Arten ingår i släktet Rhodesiana och familjen gräshoppor. Inga underarter finns listade i Catalogue of Life.